# Tower of the Americas
La Tower of the Americas di San Antonio in Texas è una torre panoramica alta 230 m che fu inaugurata nel 1968.

## Storia
La costruzione iniziò il 9 agosto del 1966 al prezzo di $ 5,2 milioni e aprì al pubblico l'11 aprile di due anni dopo. È stata la più alta torre panoramica degli USA fino al 1996 quando è stato terminato lo Stratosphere di Las Vegas, è il più alto edificio di San Antonio, oltre che il 27º del Texas. Sulla sommità ha un piano panoramico accessibile a pagamento e un ristorante girevole.

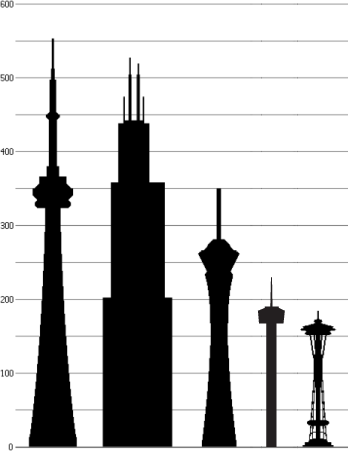
A confronto la CN Tower, la Willis Tower, lo Stratosphere, la Tower of the Americas e lo Space Needle